# Памятник Вильгельму I (Данциг)
Памятник Вильгельму I (нем. Kaiser-Wilhelm-Denkmal) — установленный в честь первого императора объединённой Германии в Данциге.

## История
После смерти Вильгельм I (1797—1888) в Германии был окружён государственным культом и ему были воздвигнуты многочисленные памятники. Памятник был построен на месте бывшего крепостного рва, поэтому имел фундамент, уходящий в землю примерно на 14 м.
Торжественное открытие состоялось 1 сентября 1903 года в присутствии императора Вильгельма II, внука Вильгельма I.
Автор памятника Ойген Бурмель из Кёнигсберга. Памятник был установлен на высоком постаменте из красного финского гранита, на котором была помещена бронзовая фигура императора верхом на коне, в полевой форме и характерном шлеме (Пикельхельме) на голове. Высота памятника тоже около 14 м.

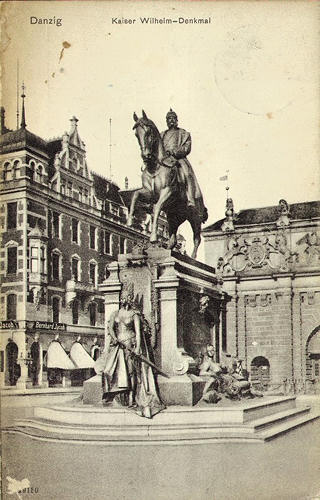

У подножия постамента были расположены три аллегорические фигуры: Боруссия — олицетворение Пруссии (девушка с длинной косой и мечом в руке), Висла — олицетворение реки Вислы и Эгир — германский бог моря. Имелся рельеф с замком в Мальборке, баржей на Ногате над Вислой и военными кораблями над Эгиром в Балтийском море.
Площадь с памятником германскому императору считалась одним из самых красивых мест города.
В марте 1945 года памятник был разрушен советскими солдатами.